# Catedral de Santa Luzia de Mossoró
A Catedral de Santa Luzia é a sé episcopal da Diocese de Mossoró, localizada à Praça Vigário Antônio Joaquim, no centro de Mossoró. É dedicada à Santa Luzia, padroeira da cidade e da Diocese de Mossoró. É também sede da paróquia de Santa Luzia e do Vicariato Nossa Senhora da Esperança. 

## Histórico
A primeira edificação no local foi uma capela fundada oficialmente no dia 5 de agosto de 1772. Na ocasião, o sargento-mor da ribeira do Mossoró, Antônio de Souza Machado, e sua mulher, Rosa Fernandes, receberam autorização para construir uma capela na fazenda Santa Luzia, de sua propriedade. Em 13 de julho de 1801, Rosa Fernandes, já viúva, doou o patrimônio da Capela de Santa Luzia, onde já eram enterrados os mortos da cidade desde 1773. Em 1830 foi feita uma reforma na capela, que recebeu uma imagem de Santa Luzia de Mossoró, em madeira, esculpida em Portugal.
Até 1842, a capela era ligada à freguesia de Apodi. Naquele ano, foi elevada à categoria de igreja matriz. Com o crescimento da cidade, ficou pequena para atender às necessidades da população. Assim, em 24 de março de 1858 iniciou-se a sua reconstrução, no mesmo local. A obra demorou dez anos, e a igreja foi reinaugurada ainda sem a conclusão das torres, que só ficariam prontas em 1910 quando o padre Pedro Paulino Duarte da Silva promoveu na época uma meritória campanha em prol da conclusão das torres da igreja. Em 28 de julho de 1934, com a criação da Diocese de Mossoró, a matriz de Santa Luzia tornou-se a catedral diocesana.

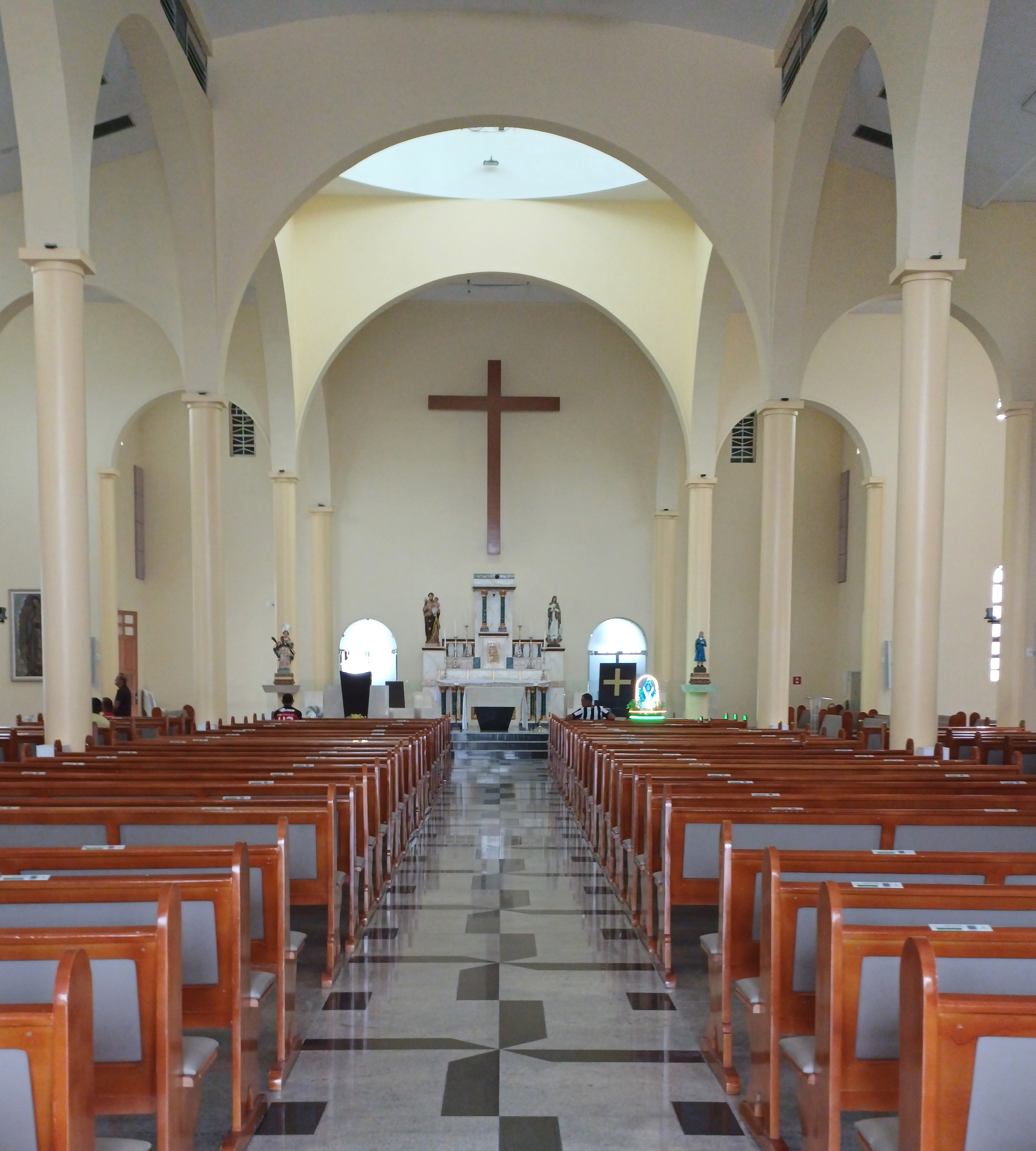
Parte interna
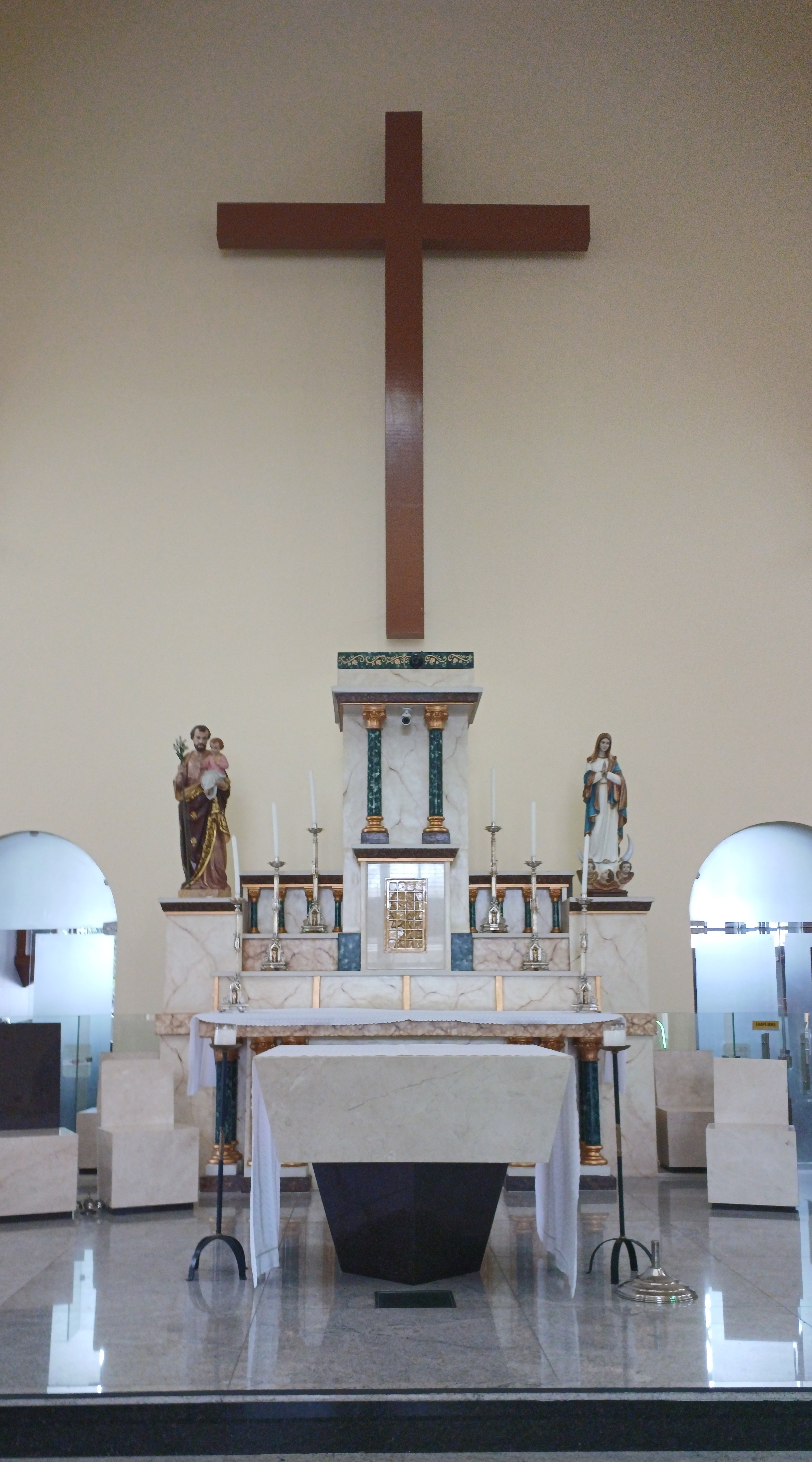
Presbitério e altar-mor de Santa Luzia
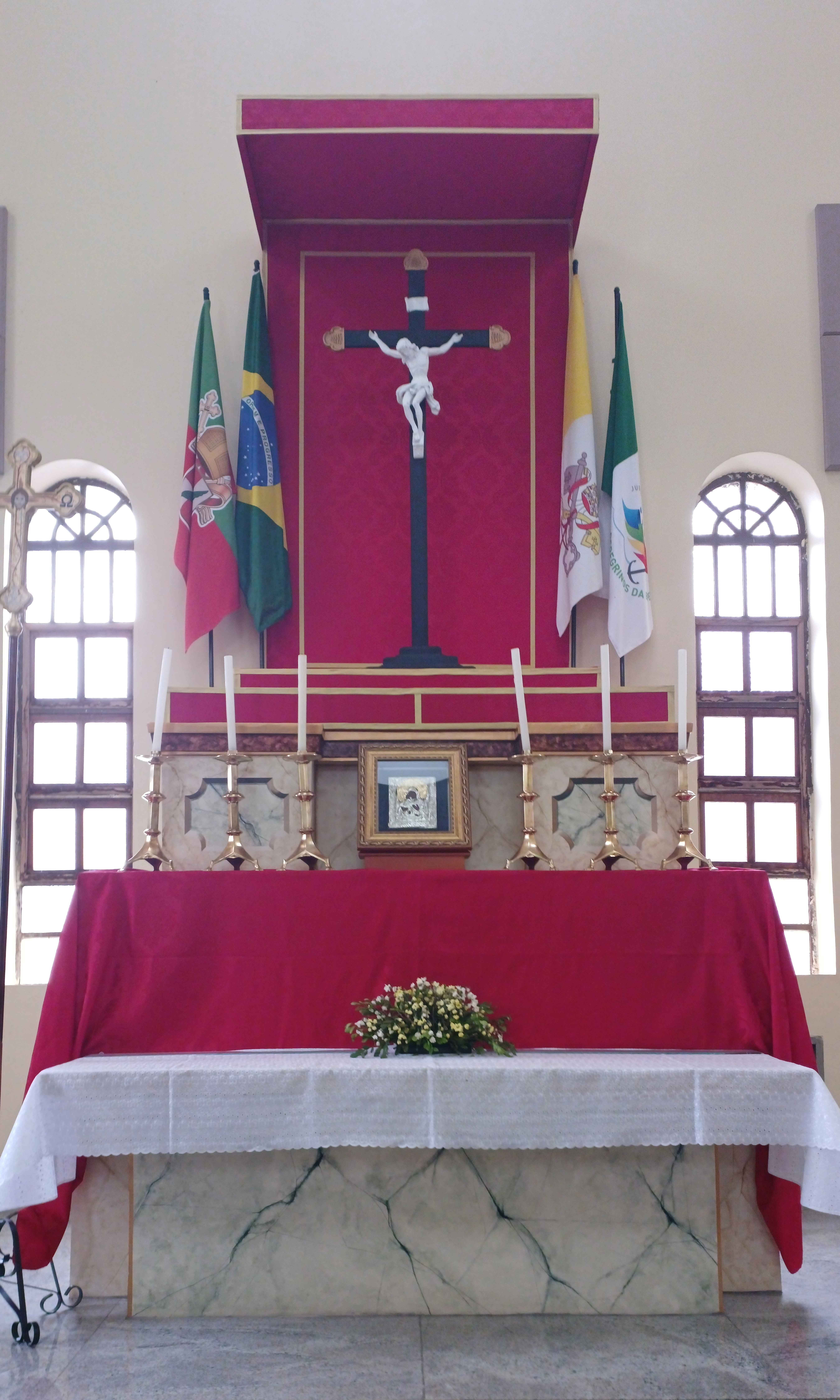
Altar de Nossa Senhora da Esperança, no lado direito da catedral
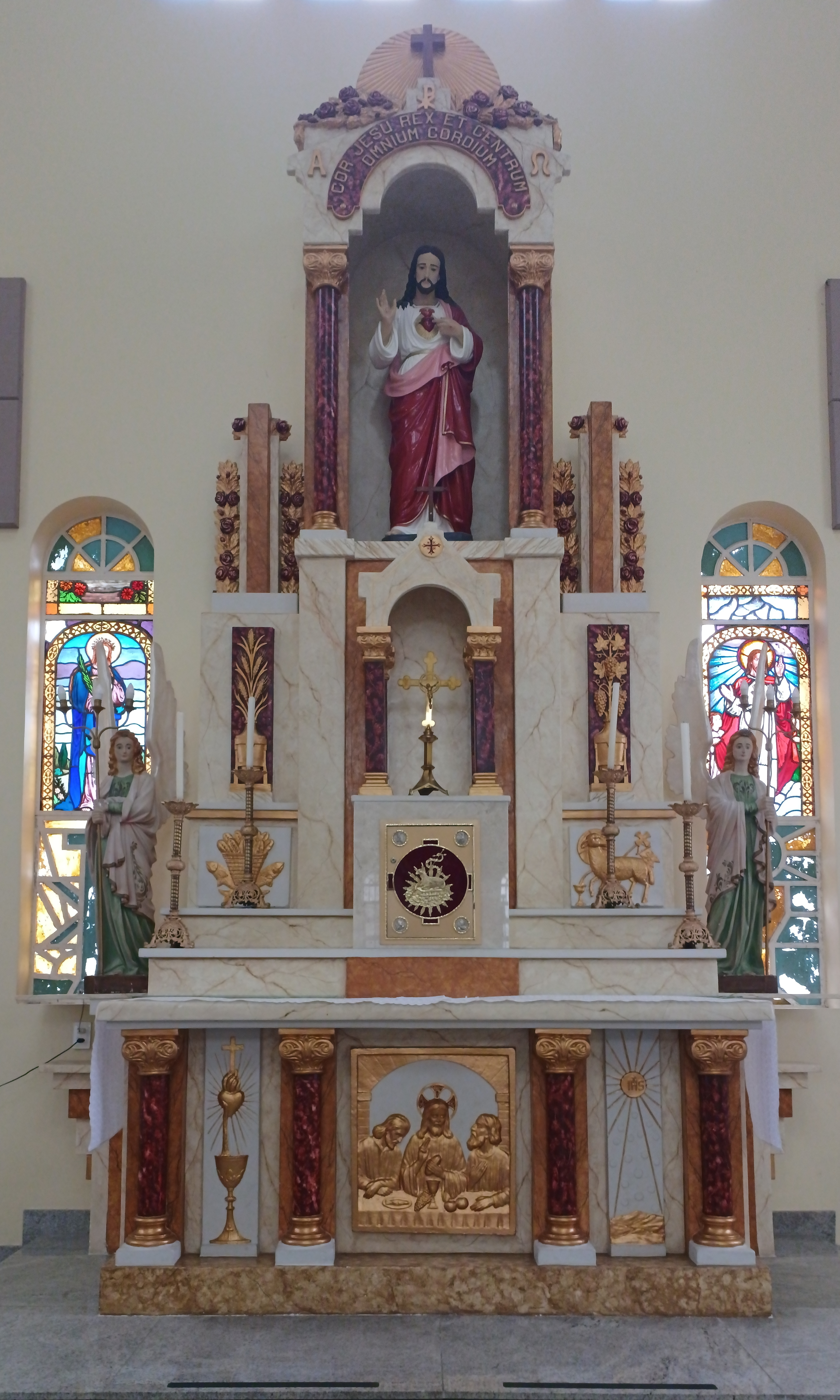
Altar do Sagrado Coração de Jesus, do lado esquerdo